# タンジュンプリオク

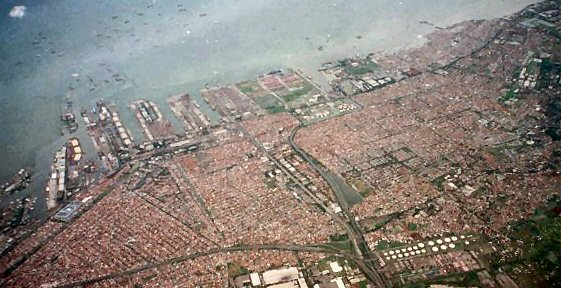
上空から

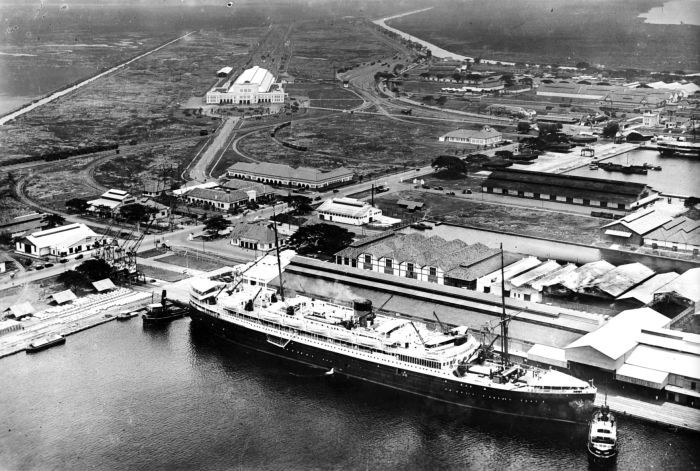
タンジュンプリオク港（1930年頃）

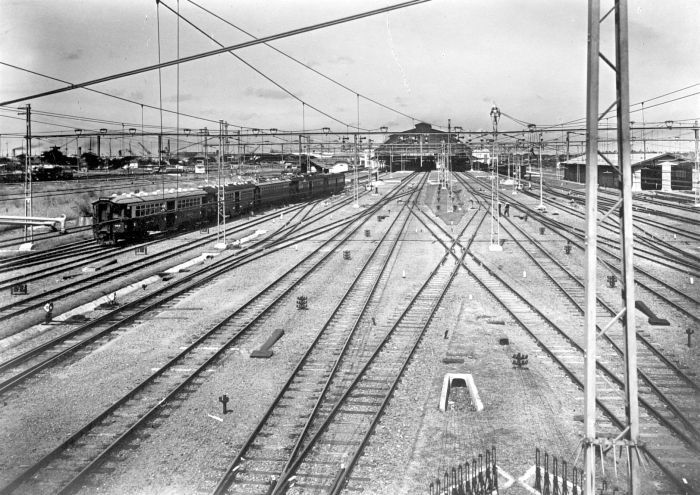
タンジュンプリオク駅（1930年頃）

タンジュンプリオク（Tanjung Priok）は、インドネシアの首都ジャカルタ北部にある地区。 ジャカルタ湾に面しており大規模な港湾施設がある。ジャカルタの旧市街コタ地区の北東10キロメートルに位置している。

## 歴史
元々ジャカルタ湾の海岸は遠浅であり、マングローブの生い茂る干潟が広がっていた。オランダ植民地時代、バタヴィア（ジャカルタ）の港には貿易船が着岸できず、小型船に荷物を積み替える必要があった。1869年のスエズ運河完成により海上貿易が急増したため、この非効率な方式では荷物を捌くのが困難となった。
1877年、オランダ植民地政府は新しい港の建設を開始した。干潟が埋め立てられ桟橋やドックが建設された。1885年には既存の鉄道が延伸されタンジュンプリオク駅が設置された。タンジュンプリオク港周辺には倉庫や工場が集積しオランダ領東インドで最も近代的な貿易港に発展した。
インドネシア独立後、タンジュンプリオクには仕事を求めて地方から移住者が集まり人口が急増した。しかし、下水道などのインフラ整備が追いつかず、水質汚染が深刻となった。タンジュンプリオクは主に低所得層が住む地区となり、一部は不法占拠者の住宅が密集するスラムとなった。
近年は地区の生活環境を改善する事業が行われており、公共住宅や公園などが建設された。2022年に世界最大級の開閉式スタジアム「ジャカルタ国際スタジアム」が完成した。